# 金华西站
金华西站（2014年10月20日前名为金华站），位于中国浙江省金华市婺城区城西街道婺江西路，经过铁路有金华支线铁路。车站为上海铁路局金华车务段管辖的货运车站，办理列车停靠、解编、小编组业务；办理整车普通货物货运业务。车站原为金华市主要的客货运及编组车站，1996年金华西站（现金华站）和金华东站启用后仅办理货运业务。作为二七新村改造计划的一部分，金华西站于2017年关闭，原货运业务将分流至竹马馆站和金华南站，而车站原址及附属设施被改造为铁路博物馆和铁路文化公园，于2021年建成投用。

## 历史

### 修建与扩建

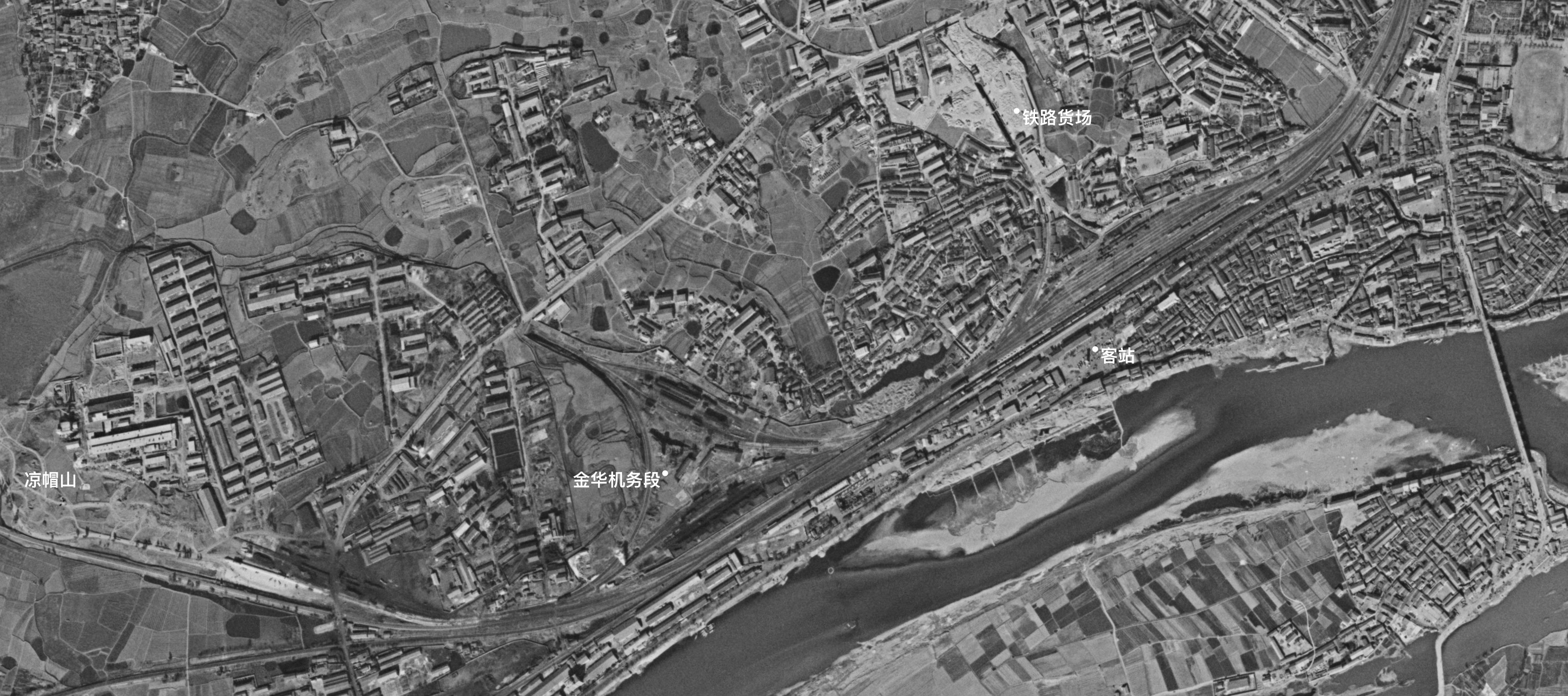
金华站及相关铁路设施卫星图（1972年）

金华西站始建于1931年，1932年2月15日正式通车开站，命名为“金华站”。当时杭江铁路（后称浙赣铁路）的通车典礼就在金华站举行。由站场由客运设施、货运设施和编组设施三部分组成。车站站房于1931年5月动工，次年2月完工，墙壁用竹片抹泥建成，占地面积十余平方米。1934年，铁路营运当局杭江铁路公司重建金华站站房，新建站房为西式风格，由中间5间楼房、两端4间平房组成，屋顶为铁皮，票房面积56平方米。站场设有一座长200米的站台以及一座面积20平方米的仓库:233。
1941年1月至5月，火车站遭受了日本侵略者的多次轰炸，站长室、货房和7条站线被毁。1942年5月日本军队侵占金华后，为了运送军列和砩矿石，修复了线路和车站。车站站房原铁皮屋顶在1943年的修复中因破损严重导致经常漏水而被拆除，改为歇山四落式瓦片屋顶，同时日占当局在修复工程中将原本外立面上刻有的浮雕装饰抹除。1944年下半年后日军又开始拆除线路和车站，直至1947年3月，金华站在武义籍国民党将领汤恩伯斥巨资修复后才恢复通车。
1956年南昌铁路局第一次成立时，金华站成为上海铁路局和南昌铁路局的局界站。1959年，站房再一次扩建，将原13间站房全部改为两层楼房，两端再扩建4间平房，候车面积扩大到21间。1963年车站车站进行扩建：填平了5个池塘，将站台拉长至小花园附近以适应长编组列车。金华站更名为金华中心站后，除了负责金华本地站点的运营之外，还要担负起杭州至江西交界各线路站点的客运、货运工作，系浙西南地区物流、人流的主要中转站，温州、台州、丽水等地的人们多从金华老火车站开始走出家乡。金华中心站于1975年成为二等站，并又于1982年一跃成为浙赣铁路上的一等区段站，在浙中南地区经济社会发展起了重要的门户作用:233。1979年，站房再次扩建。
随着1980年代货流量的增长，金华站原有的货运设施已不敷应用。1984年位于客运站场西侧的凉帽山货场建成，位于老客场的整车货运作业全部转移至凉帽山货场办理，以缓解客运站场的压力。1989年6月发生的六四事件导致浙赣线金华站以东的铁路运输中断，大量货物积压在货场。车站员工使用各种方法疏运积压货物，运输秩序13天后方才恢复正常:327。

### 停办客运与关闭
1996年1月30日，原金华站客运业务移到新建的金华西站，老站最后一趟停靠的旅客列车为1月29日11时47分发车的贵阳至上海152次列车:47；1997年4月，金华东站承担了该站的列车编解任务；1999年12月，连接西站与老站的金华线建成投用、车站东西两端浙赣老线拆除后，老站成为一个单纯的货场，主要功能转为货物装卸、机动机车车厢存放和机车掉头及维修保养之用，原来的候车室、售票处对外出租。
金华站原为上海铁路局的直属车站，管辖金华东站、金华西站和新东孝站:232:150。2005年5月，原金千铁路运营管理中心划入金华直属站的管辖范围:391。2006年3月21日，原金华直属站与2005年由衢州车务段、诸暨车务段合并而成的金华车务段组成新的金华车务段，金华站成为新金华车务段的下辖车站之一。
2014年8月31日，婺城区政府公布了《二七区块旧城改造房屋征收红线范围》，金华西站所在范围亦在红线内，但相关拆迁工作迟迟未进行。
2014年10月17日，金华车务段正式接到上海铁路局通知，中国铁路总公司已于10月14日下达批复，同意自2014年10月20日起沪昆线金华西站更名为金华站，金华线金华站同步更名为金华西站。
金华西站在关闭前主要办理货运业务，由老货场、凉帽山货场和铁联601货场三个货场组成，共13条货物线组成，衔接专用线13家企业共22条。

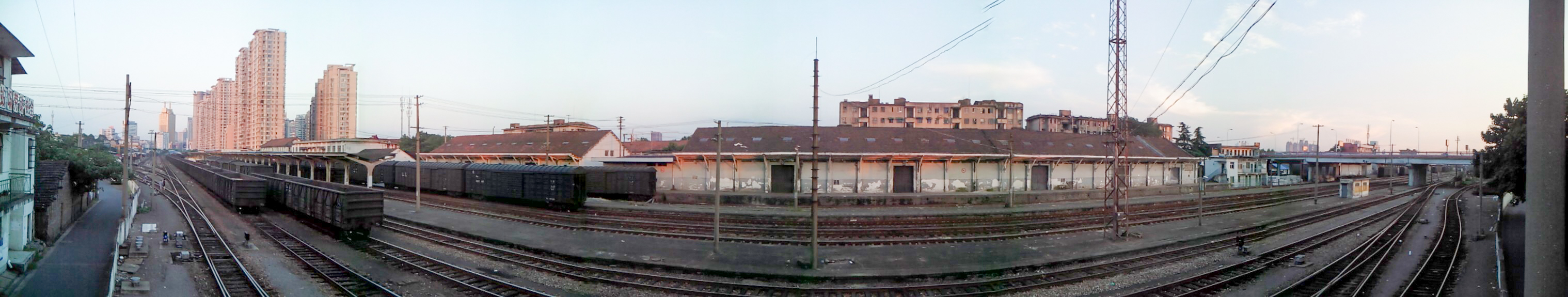
老客站全景（2014年）

### 公园改建

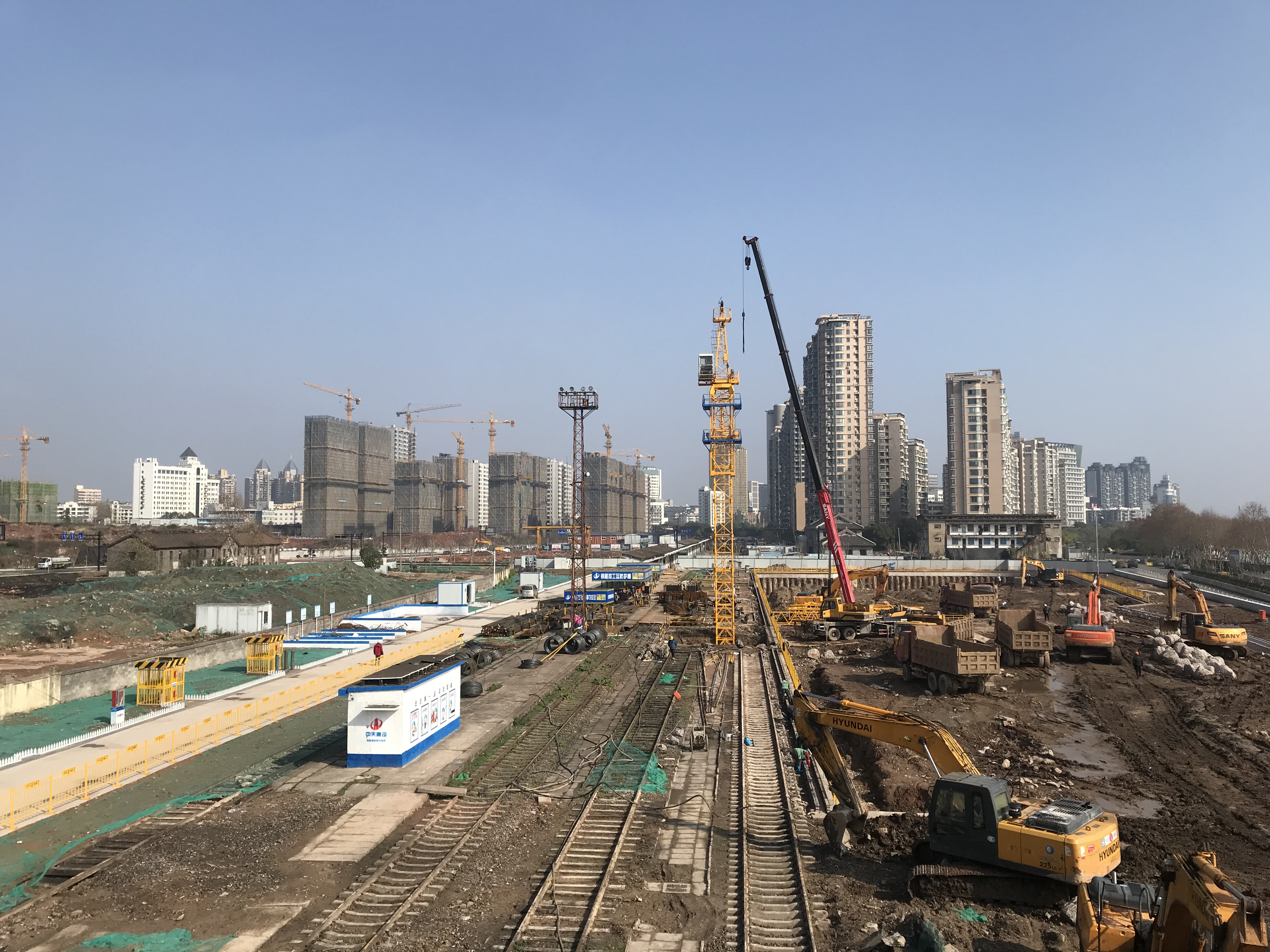
正在改造为公园的老火车站（2019年12月）

金华站于2017年撤销后，车站原址将被改造为铁路公园。公园将保留8座车站的建筑，总面积9394平方米。公园原计划于2019年1月1日完工。但由于保护建筑结构松散、图纸规划延期等因素，导致工程进度落后。首先进行的是园区内8座保护建筑的维护工程，于2018年8月开工；而公园的整体建设则于2019年8月底正式开工。2021年3月26日，由原站房改建而成的金华铁路文化馆开馆。2021年9月29日，金华铁路文化公园正式开园。

## 主体结构
金华西站撤销后被改造为金华铁路文化公园，范围北沿工人路、西抵婺州北街、东临五一路、南与金华江滨江公园融为一体，占地面积225亩。车站的多数建筑将被保留，主要为站房类、机车用房类和仓储类共三类建筑。其中老火车站站房将被改造为铁路博物馆“金华铁路文化馆”；其它建筑共计8座，包含机修房、锻造间、第一粮库、售票厅、水塔等，承担商业、游客中心、餐饮、办公、多功能厅等功能；另利用站场设施建设景观公园。

### 老客站
老货场即原浙赣线金华站客场，车站撤销前主要办理专用线列车编组业务，以及粮食、面粉、零担等货物的装卸及存储功能。老货场南侧设有老金华站站房，始建于1934年，历经多次改造。
现存的砖木结构的二层站房面积3349.6平方米，以毛石为基础，是典型的西式三段式造型。主体站房为二层，设有三座候车室共2448平方米：一楼的正中位置是车站贵宾室，两侧是普通候车大厅和出站口。二楼是原车站机关的办公场所。站房内设有中式顶、西式厅，大屋顶（中式）、大开窗（西式），体现了中西结合的风格。售票厅是大跨度结构建筑，面积32平方米，外墙设计施工工艺等体现了20世纪70年代建筑特征:233。是金华市文物保护单位。由老站房改建而成的金华铁路文化馆于2021年3月26日开馆，设有金华铁路历史相关展品。
金华西站设有6条到发线，设有两座带雨棚站台:314。站台和站场间原设有一座天桥和一座地道连接:233。由于老货场站台保存完好，成为了许多影视剧组的喜爱的取景地之一。比如电视剧《鸡毛飞上天》中的老义乌火车站的取景即是金华西站。原老客站东侧还设有编组场，设有8条股道:316。
站场在车站拆除后改建为景观公园，保留了约3公里的铁轨，开行一列小火车横穿公园。景观公园另设置樱花大道、望江栈台、水幕电影等地标。

### 机车用房

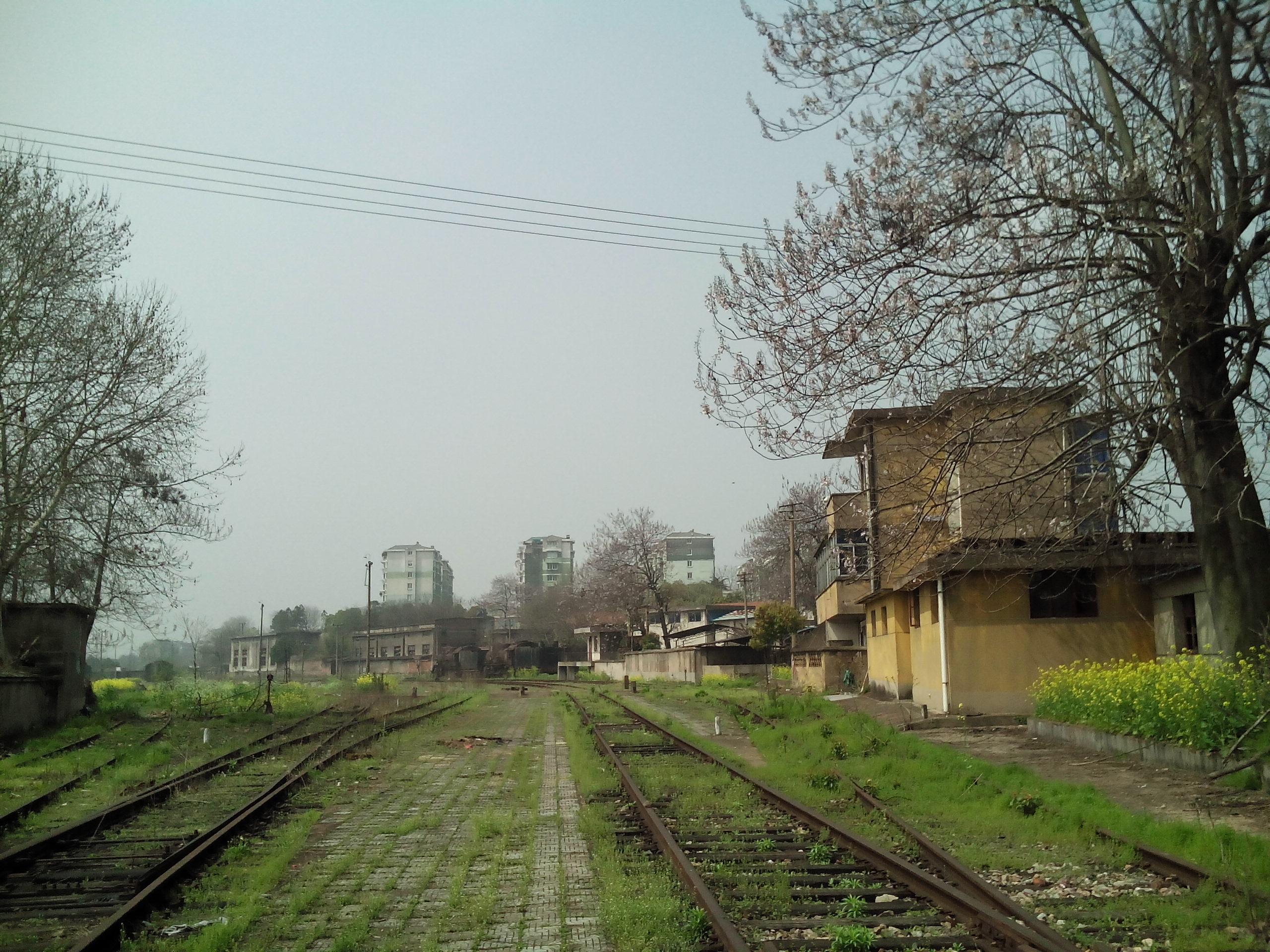
原机务段地块（2015年）

金华老火车站的机车用房位于站场西侧，为原先金华机务段的所在地。原机务段共设有12股线路、9条检查坑、1座每台和4座水鹤。蒸汽机房建于1963年，2001年机务段最后一部蒸汽机车退役后，虽然有部分机车被送往金华职业技术学院、上海铁路博物馆乃至美国作展示，但剩余的机车和车间一直处于封存状态。蒸汽机房为青砖外墙，双坡屋顶设有条状天窗。机房附近还设有数座给蒸汽机车加水的水鹤，为原浙赣铁路沿线车站中为数不多的水鹤设施。
蒸汽机房附近还设有修理机房、机修房各一座，均修建于2001年左右。其中，修理机房面积577平方米，为单层砖混排架结构，内部原来有移动吊车以方便重物移动；机修房面积1238平方米，为三角形屋架，双坡屋顶有条状天窗，机修房内部设有三条供机车检修用的下沉式股道。
三座机车用房将在经过2018年的改造后将变为体验、创意、餐饮、商务、休闲空间。

### 仓库

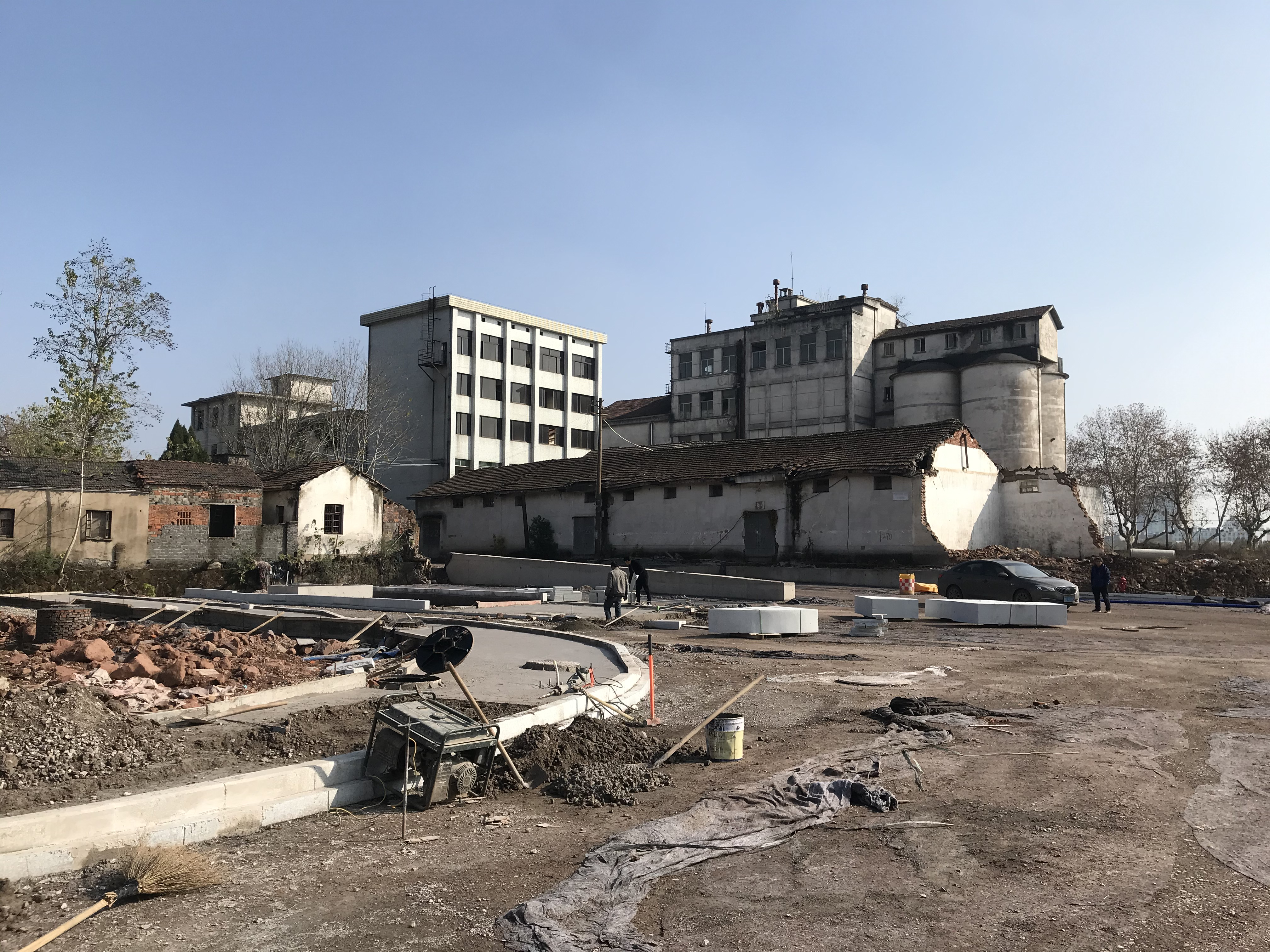
金华面粉厂粮仓

金华铁路公园将保留金华面粉厂粮仓和金华第一粮库两座仓库的原址。金华市面粉厂建于1958年，粮仓由4个约15米高的圆柱形组成，于2010年被评为金华市区近现代优秀历史建筑。金华第一粮库仓库建于1960年代，为单层砖木排架结构，面积1000多平方米。

## 其他原车站设施

### 凉帽山货场
凉帽山货场位于婺城区乾西乡，老客站的西北侧，占地193亩，建于1982年:233。凉帽山货场曾是金华铁路货运班列的主要到发地和集装箱、钢材等大宗物资的集散中心，上海铁路局金华货运中心即坐落在货场旁。
随着城市的发展，凉帽山货场地区因煤尘和噪声污染严重成为了城市发展的瓶颈，金华地方政府欲将其拆除。在和铁路部门的多次协商后，决定将货场一分为二搬迁至金华南站和竹马馆站。2017年3月30日，竹马馆站货场启用，凉帽山货场土地由上海铁路局正式转交给金华市人民政府，纳入到城市统筹规划建设中。

### 601货场

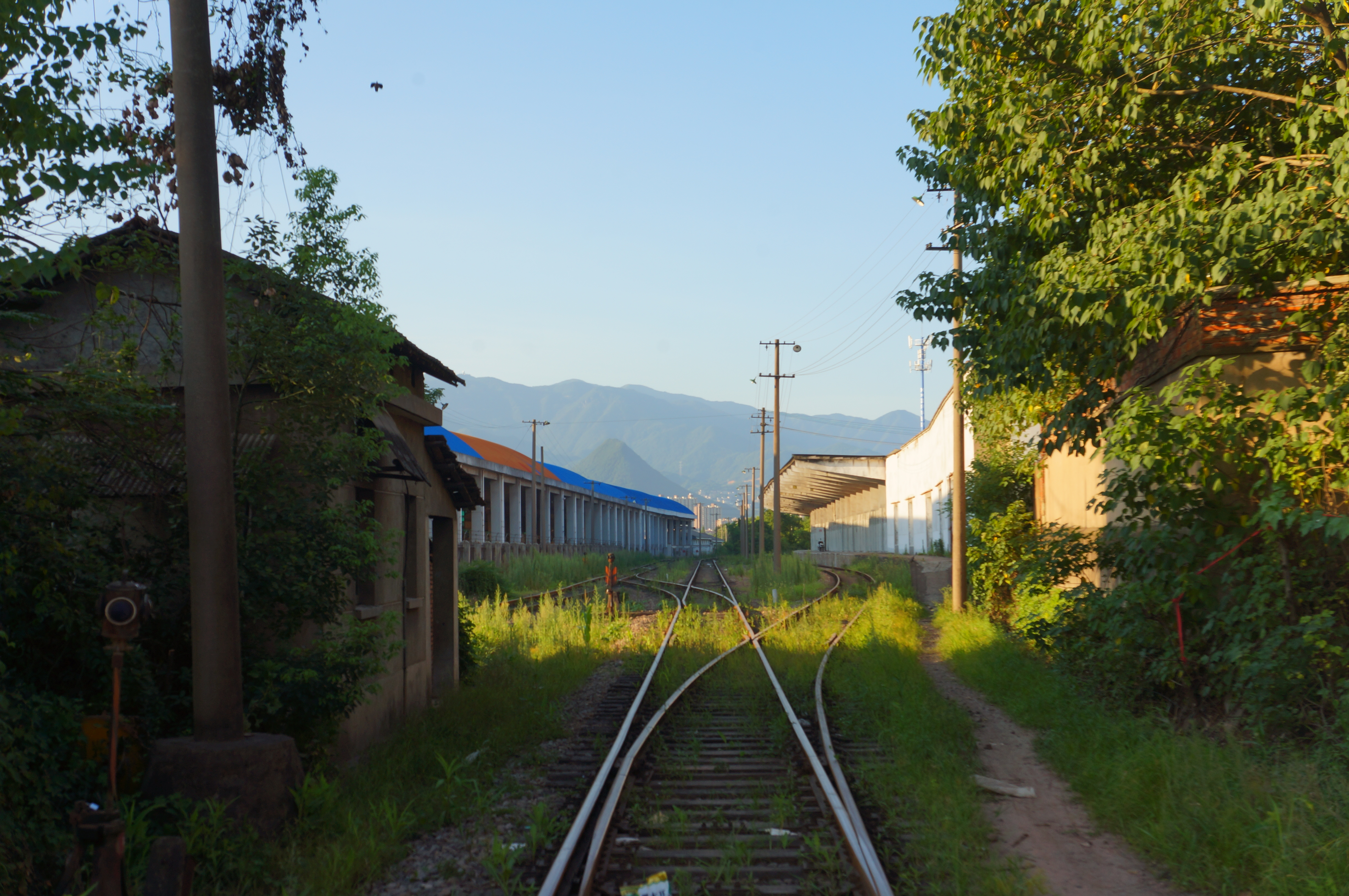
2016年7月的601货场站台，远处为尖峰山

601货场为金华西站引出的一条专用线之一，经过乾西乡鲍塘村之后与金华支线铁路向北分岔，下穿沪昆铁路、沪昆客专之后到达位于竹马乡的601货场。601货场办理办理煤炭、危险品业务，并通往中国储备粮管理总公司金华直属库。1955年毛泽东密访金华时曾在专用线站台上过夜；1969年左右又兴建了为毛泽东南巡时使用使用的601别墅，目前已废弃。
金华西站货场搬迁后，老货场至601货场线路拆除，新建竹马馆站至601货场线路，601货场成为竹马馆站的一部分。

## 周边地点
- 二七新村
- 时代花园
- 金虹桥
- 双龙大桥